# Dieter Moebius (Musiker)

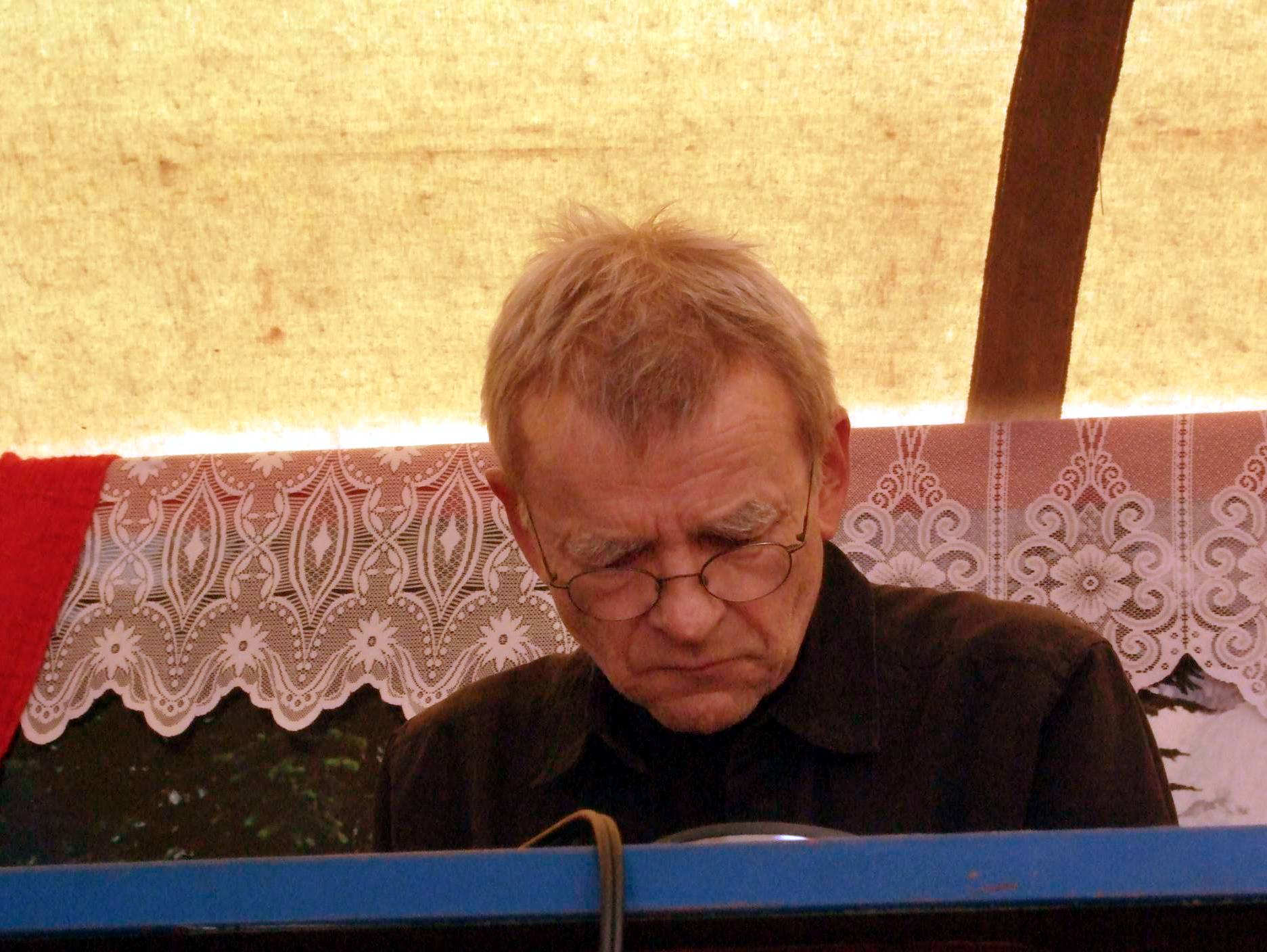
Dieter Moebius (2010)

Dieter Moebius (* 16. Januar 1944 in St. Gallen; † 20. Juli 2015) war ein deutsch-schweizerischer Musiker des Krautrocks und der Elektronischen Musik.

## Leben
Dieter Moebius studierte Kunst in Brüssel und Berlin und traf dort auf Hans-Joachim Roedelius und Conrad Schnitzler (Tangerine Dream). Sie gründeten die Band Kluster im Jahr 1969. Nach dem Austritt von Schnitzler benannten sie die Gruppe in Cluster um. Später bildeten Moebius und Roedelius die Band Harmonia mit Michael Rother (Neu!), die auch mit Brian Eno zusammenarbeitete.
Dieter Moebius war in zahlreiche Projekte involviert mit Musikern wie Conny Plank oder Mani Neumeier (Guru Guru). 2007 tourte er mit Michael Rother als Rother & Moebius. Zusätzlich gab Harmonia am 27. November 2007 im Haus der Kulturen der Welt in Berlin ein Konzert, das erste seit 1976.
Dieter Moebius starb am 20. Juli 2015 im Alter von 71 Jahren an einer Krebserkrankung.

## Diskographie
Als Kluster / Cluster
- Siehe Cluster

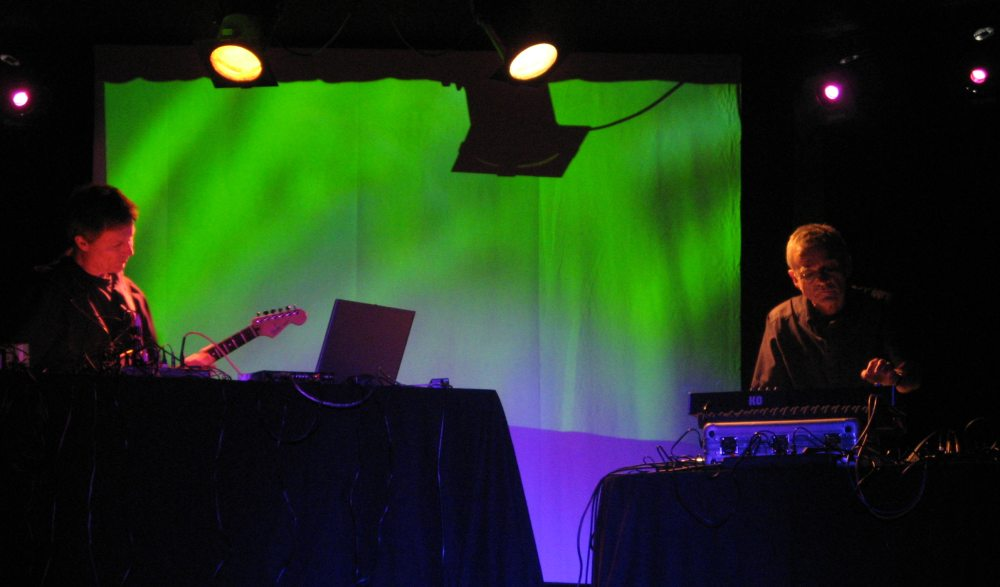
Michael Rother (links) & Dieter Moebius (rechts), live 2007

Als Harmonia, mit Michael Rother und Hans-Joachim Roedelius
- 1973: Musik Von Harmonia
- 1975: Deluxe
- 1997: Tracks and Traces (Aufnahme 1976 mit Brian Eno)
- 2007: Live 1974

Bisher unveröffentlichte Werke
Als Cosmic Couriers, mit Mani Neumeier und Jürgen Engler
- 1996: Other Places

Mit Brian Eno und Hans-Joachim Roedelius
- 1977: Cluster & Eno
- 1978: After the Heat

Mit Liliental
- 1978: Liliental

Solo-Alben und Kollaborationen
- 1980: Rastakraut Pasta (mit Conny Plank)
- 1981: Material (mit Conny Plank)
- 1982: Strange Music (mit Gerd Beerbohm)
- 1983: Tonspuren
- 1983: Double Cut (mit Gerd Beerbohm)
- 1983: Zero Set (mit Conny Plank und Mani Neumeier)
- 1986: Blue Moon (Original-Soundtrack)[5]
- 1990: Ersatz (mit Karl Renziehausen)
- 1992: Ersatz II (mit Karl Renziehausen)
- 1995: En Route (mit Conny Plank)
- 1998: Ludwig’s Law (mit Conny Plank und Mayo Thompson)
- 1999: Blotch
- 2006: Nurton
- 2009: Kram
- 2011: Ding
- 2012: Moebius & Tietchens (mit Asmus Tietchens)
- 2014: Nidemonex[6]
- 2017: Moebius